# نيل فوكس
نيل فوكس (بالإنجليزية: Neil Fox)‏ هو مقدم تلفزيوني وممثل بريطاني، ولد في 12 يونيو 1961 في المملكة المتحدة.

## أعمال

### أفلام
- (1997) سبايس ورلد[5]

## وصلات خارجية
- نيل فوكس على موقع IMDb (الإنجليزية)
- نيل فوكس على موقع ميوزك برينز (الإنجليزية)
- نيل فوكس على موقع ديسكوغز (الإنجليزية)
- نيل فوكس على موقع قاعدة بيانات الفيلم (الإنجليزية)